# Yevgeniy Lomtev
Yevgeniy Lomtyev (né le 20 octobre 1961) est un athlète russe, spécialiste du 400 mètres.

## Biographie
Concourant pour l'URSS, il s'adjuge le titre du 400 m des Championnats d'Europe en salle de 1983, à Budapest. Crédité de 46 s 20, il devance le Britannique Ainsley Bennett et l'Espagnol Ángel Heras. Il remporte le relais 4 x 400 m avec l'équipe soviétique lors des Jeux de l'Amitié de 1984 à Moscou.

### Palmarès
| Date | Compétition                    | Lieu     | Résultat | Épreuve   | Performance   |
| ---- | ------------------------------ | -------- | -------- | --------- | ------------- |
| 1983 | Championnats d'Europe en salle | Budapest | 1er      | 400 m     | 46 s 20       |
| 1985 | Universiade                    | Kōbe     | 2e       | 4 x 400 m | 3 min 02 s 66 |

### Records
| Épreuve | Épreuve   | Performance | Lieu | Date         |
| ------- | --------- | ----------- | ---- | ------------ |
| 400 m   | Plein air | 45 s 05     | Kiev | 22 juin 1984 |
| 400 m   | Salle     |             |      |              |